# Route nationale 688
La route nationale 688, ou RN 688, est une ancienne route nationale française reliant Montaigut-en-Combraille à Aubusson.

## Histoire
La route nationale 688 est définie à sa création en 1933 « de Montaigut-en-Combraille à Aubusson par Auzances ».
À la suite de la réforme de 1972, elle a été déclassée dans les deux départements en RD 988.
Un contournement de Montaigut-en-Combraille par l'ouest a ouvert à la circulation début 2015 ; la traversée du bourg est devenue la RD 988B.

## Tracé
Les communes et lieux-dits traversés sont :
- Montaigut-en-Combraille ;
- Ladoux, commune de Youx ;
- Le Puy Mallet, commune de Youx ;
- Aizier, commune du Quartier ;
- Chotard, commune de Pionsat ;
- Pionsat ;
- Saint-Hilaire ;
- Beaumont, commune de Saint-Maurice-près-Pionsat ;
- Saint-Maurice-près-Pionsat ;
- Villeboucheix, commune de Saint-Maurice-près-Pionsat ;
- Villemeaux, commune de Saint-Maurice-près-Pionsat ;
- Auzances ;
- Marcillat-la-Farge, commune du Compas ;
- Chez Latour, commune de Lupersat ;
- Bellegarde-en-Marche ;
- Les Étangs de Chevillat, commune de Saint-Alpinien ;
- Le Crouzat, commune de Saint-Alpinien ;
- Aubusson.